# Gesneria binghamii
Gesneria binghamii är en tvåhjärtbladig växtart som beskrevs av Conrad Vernon Morton. Gesneria binghamii ingår i släktet Gesneria och familjen Gesneriaceae. Inga underarter finns listade i Catalogue of Life.